# Плевен (Кот-д’Армор, округ Динан)
Плеве́н (фр. Pléven, брет. Pleven) — коммуна во Франции, находится в регионе Бретань. Департамент — Кот-д’Армор. Входит в состав кантона Планкоэт. Округ коммуны — Динан.
Код INSEE коммуны — 22200.

## География
Коммуна расположена приблизительно в 350 км к западу от Парижа, в 65 км северо-западнее Ренна, в 33 км к востоку от Сен-Бриё.

## Население
Население коммуны на 2016 год составляло 582 человека.
| 1962 | 1968 | 1975 | 1982 | 1990 | 1999 | 2008 | 2016 |
| ---- | ---- | ---- | ---- | ---- | ---- | ---- | ---- |
| 605  | 606  | 630  | 594  | 578  | 565  | 609  | 582  |

## Администрация
| Период | Период | Фамилия         | Партия                  | Примечания |
| ------ | ------ | --------------- | ----------------------- | ---------- |
| 2001   | 2008   | Жан-Луи Руксель | Социалистическая партия |            |
| 2008   |        | Анри Бланшар    | Разные левые            | пенсионер  |

## Экономика
В 2007 году среди 395 человек в трудоспособном возрасте (15—64 лет) 286 были экономически активными, 109 — неактивными (показатель активности — 72,4 %, в 1999 году было 69,1 %). Из 286 активных работали 263 человека (153 мужчины и 110 женщин), безработных было 23 (11 мужчин и 12 женщин). Среди 109 неактивных 32 человека были учениками или студентами, 38 — пенсионерами, 39 были неактивными по другим причинам.

## Достопримечательности
- Усадьба Вомадёк (XVI век). Исторический памятник с 1926 года[3]
- Средневековый феодальный мотт Les Bourgs Heusas. Исторический памятник с 1961 года[4]

## Фотогалерея

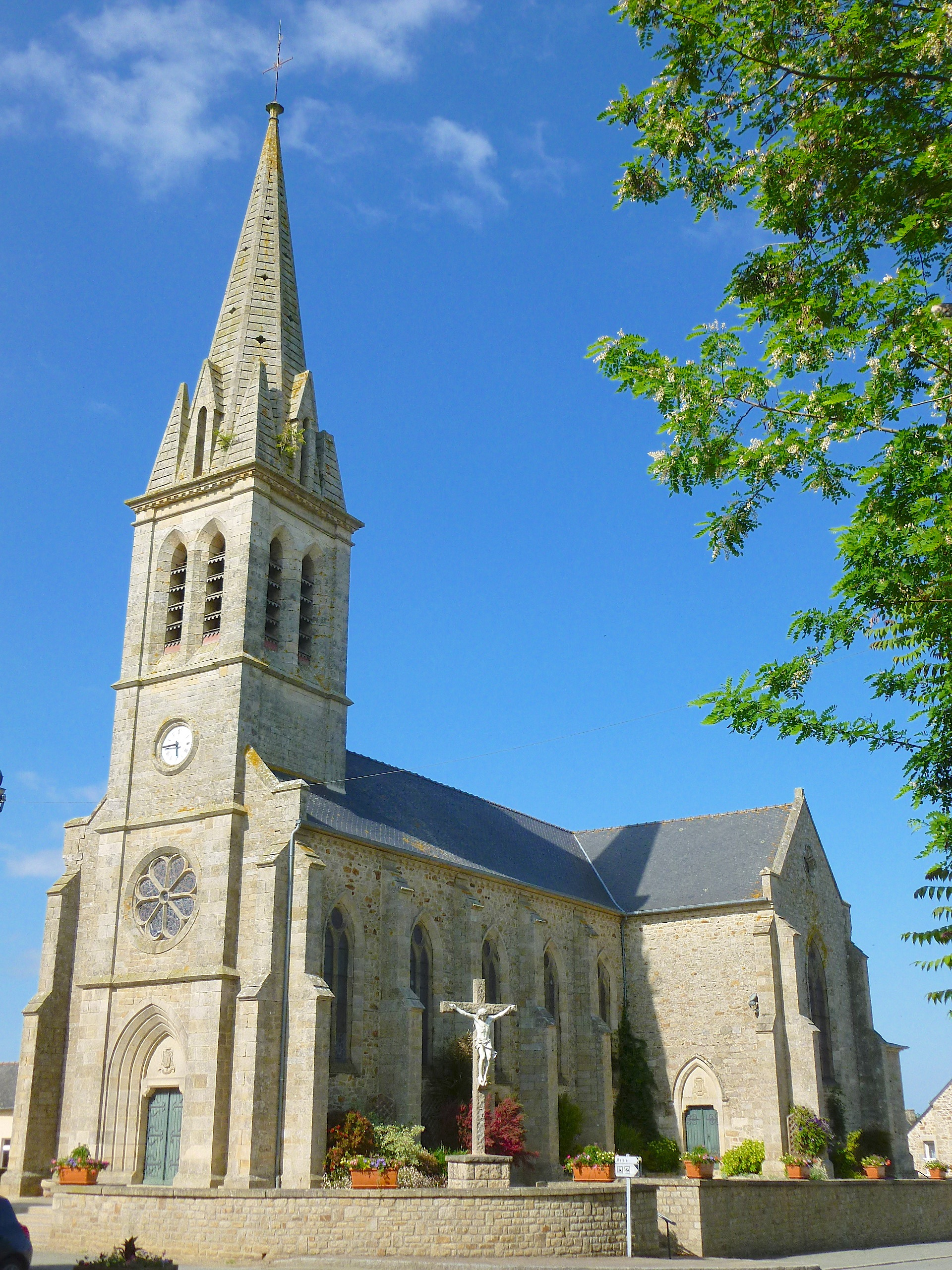
Церковь Св. Петра
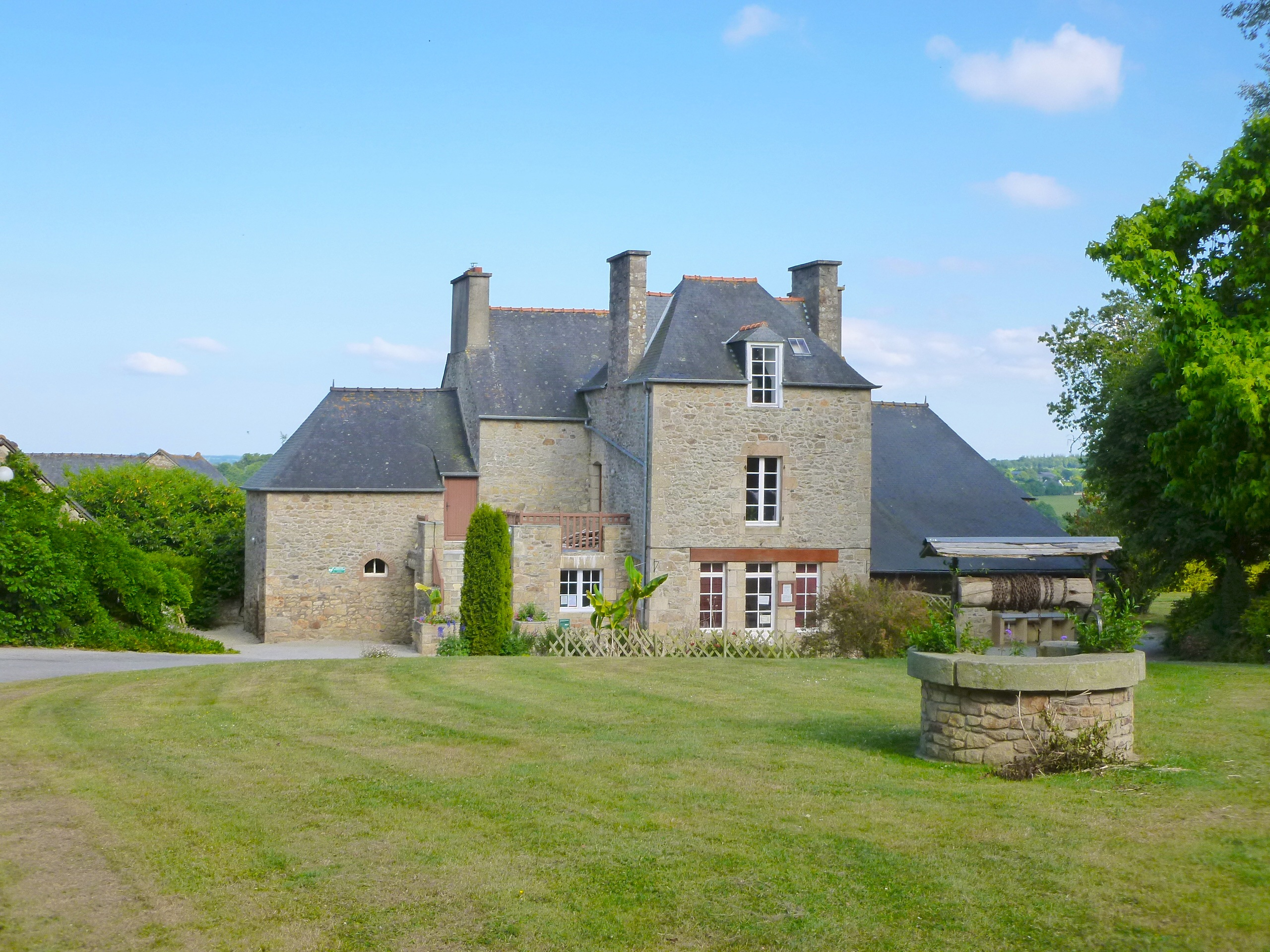
Мэрия
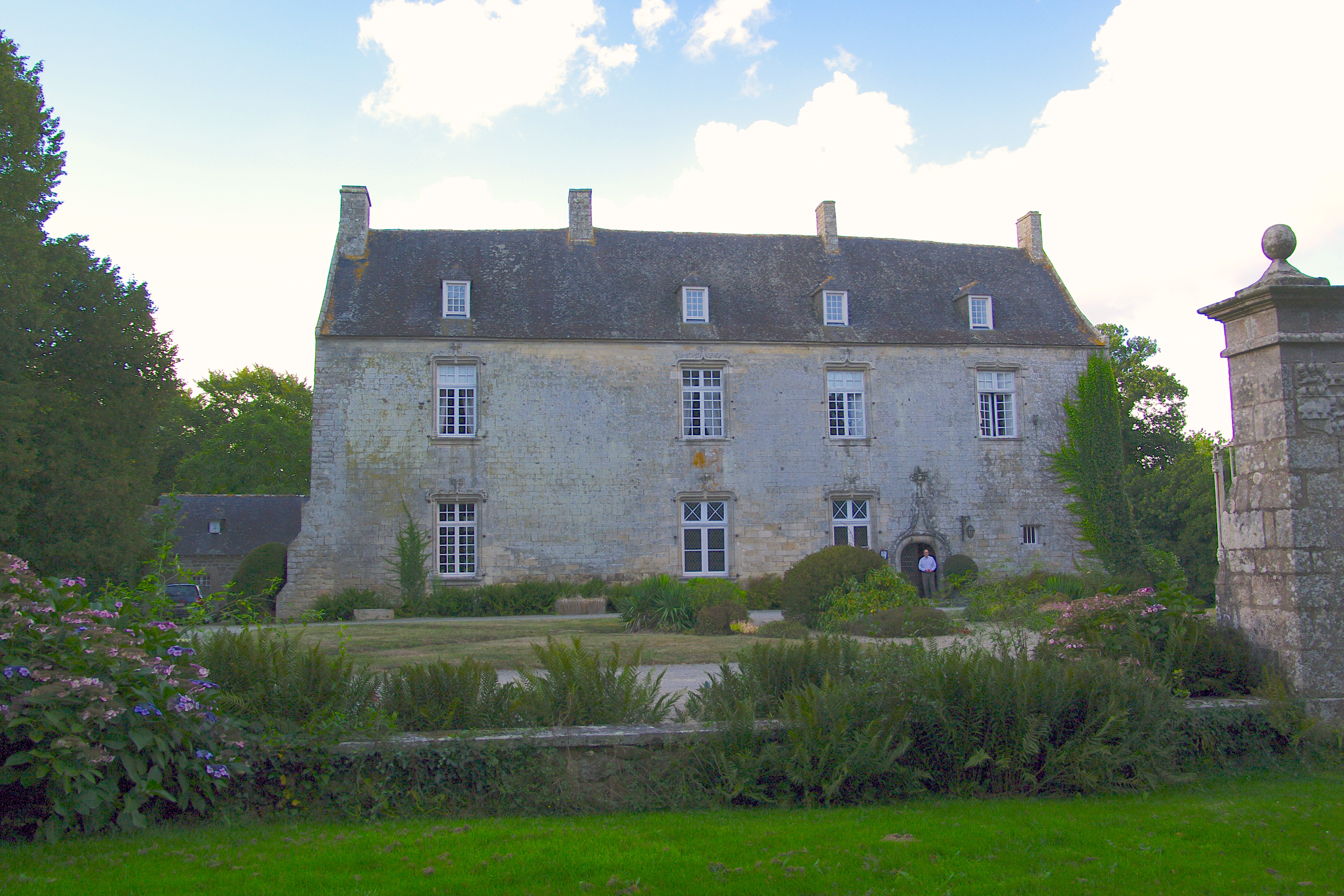
Усадьба Вомадёк
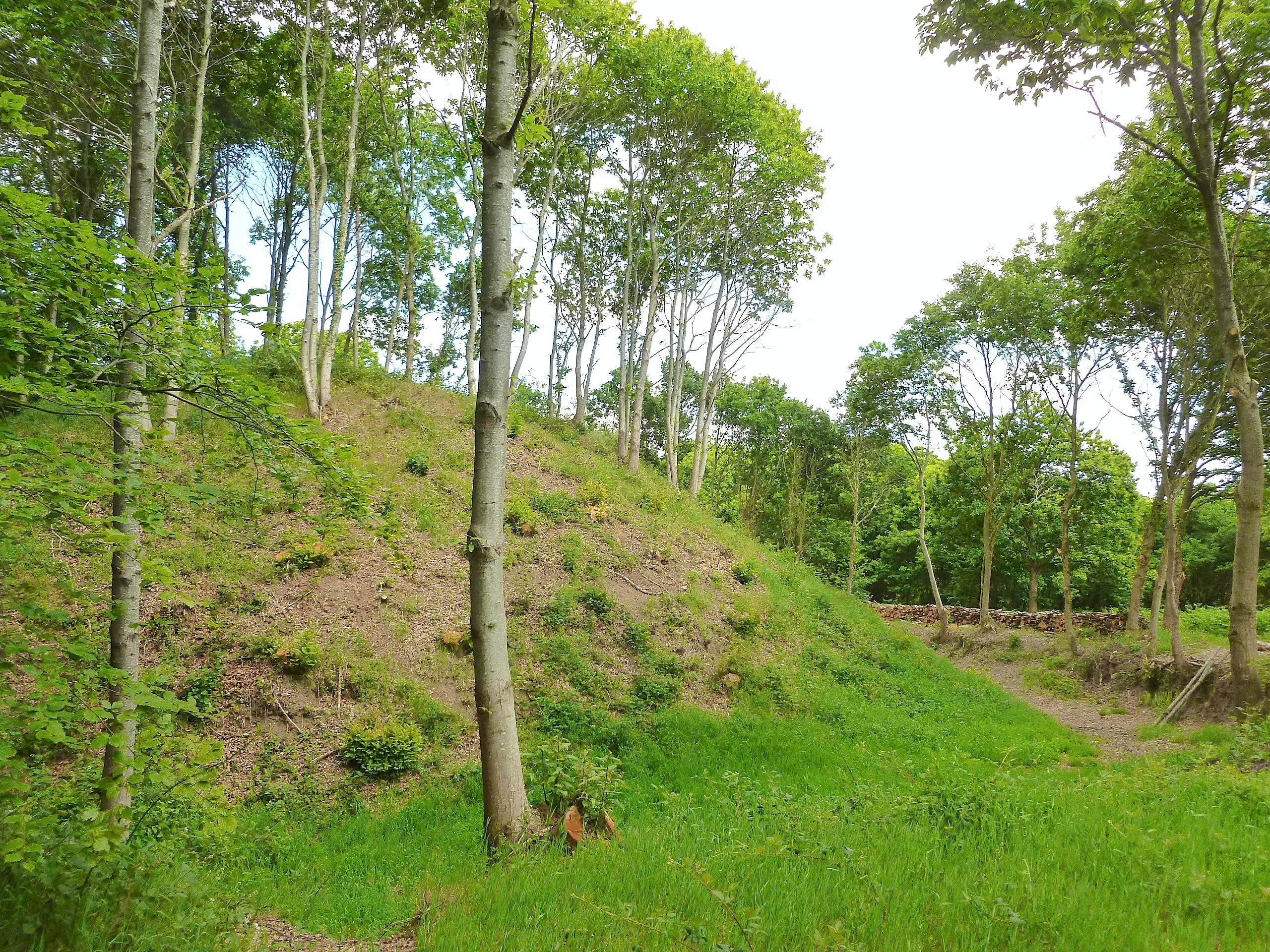
Феодальный мотт